# Chirton
 (septembre 2023).
Chirton est une paroisse civile et un village du Wiltshire, en Angleterre.